# Bataguassu
Bataguassu, amtlich Município de Bataguassu, ist eine Stadt im brasilianischen Bundesstaat Mato Grosso do Sul in der Mesoregion Ost in der Mikroregion Nova Andradina. Die Stadt wurde von dem tschechischen Schuhunternehmer Jan Antonín Baťa, gegründet, der vor dem Nationalsozialismus nach Brasilien geflüchtet war.

## Geografie

### Lage
Die Stadt liegt 330 km von der Hauptstadt des Bundesstaates (Campo Grande) und 1061 km von der Landeshauptstadt (Brasília) entfernt. Nachbarstädte sind Anaurilândia, Santa Rita do Pardo, Brasilândia und Presidente Epitácio.

### Gewässer
Die Stadt steht liegt im Becken des  Rio Pardo, der in den Rio Paraná fließt, der zum Flusssystem des Río de la Plata gehört.

### Vegetation
Das Gebiet ist ein Teil der Cerrados (Savanne Zentralbrasiliens).

### Klima
In der Stadt herrscht Tropisches Klima (Aw). Die mittlere Temperatur des kältesten Monats liegt zwischen 15 °C and 20 °C. Die Trockenzeit dauert 4 bis 5 Monate. Im Jahr fallen zwischen 1200 und 1500 mm Niederschläge.

## Verkehr
Die Landesstraße MS-395 kreuzt sich in der Stadt mit der Bundesstraße BR-267.

## Durchschnittseinkommen und HDI
Das Durchschnittseinkommen lag 2011 bei 27.601 Real, der Index der menschlichen Entwicklung (HDI) bei 0,710.